# Caroline Springs
Caroline Springs är en förort till Melbourne i Australien. Den ligger i kommunen Melton och delstaten Victoria, omkring 21 kilometer väster om centrala Melbourne. Antalet invånare är 10 880.